# Antenna (Album)
Antenna ist das elfte Studioalbum der amerikanischen Bluesrock-Band ZZ Top. Es erschien im Januar 1994 bei RCA Records. Von den insgesamt vier Singleauskopplungen konnte sich erstmals keine in den Billboard Hot 100 platzieren.

## Wissenswertes
Nach Auslaufen des bestehenden Plattenvertrages mit Warner Bros. Records unterzeichnete die Band im Sommer 1992 einen neuen Plattenvertrag mit RCA Records über fünf Alben. Der Vertrag sah neben einer Vertragsabschlussprämie von fünf Millionen Dollar einen Vorschuss von fünf Millionen Dollar je Album, einen Tantiemensatz von 20 % und ein großzügiges Budget für Musikvideos vor. Weiterhin wurde vereinbart, dass alle Rechte an den Masterbändern und dem Videomaterial nach Vertragsende an die Band fallen.
Die Aufnahmen zum Album fanden in den Ardent Studios in Memphis, Tennessee, statt. Erstmals setzte die Band beim Gesang Overdubs ein, verzichtete allerdings auf den Einsatz von Synthesizern und wandte sich wieder dem Texas Blues der Veröffentlichungen der 1970er Jahre zu. Zwei der aufgenommenen Lieder erschienen nicht auf dem regulären Album. Everything wurde als Bonustrack auf der Version für den europäischen Markt verwendet, Mary’s wurde als B-Seite der Single Breakaway veröffentlicht. Der Albumtitel soll an die illegalen Radiosender an der Grenze der USA zu Mexiko erinnern, die in den 1950er und 1960er Jahren Blues und Rock ’n’ Roll spielten und die Billy Gibbons als Jugendlicher heimlich hörte.
Das Album war in Europa ein kommerzieller Erfolg und erreichte in Ländern wie Schweden und Finnland Platz 1 der Album-Charts. Bis März 1994 hatte sich Antenna allein in Europa und Asien rund 800.000 mal verkauft, in Europa absolvierte die Band eine fünfwöchige Werbekampagne mit 33 Fernsehauftritten in 13 verschiedenen Ländern.

## Titelliste
1. Pincushion (Beard, Gibbons, Hill) – 4:33
2. Breakaway (Gibbons) – 4:57
3. World Of Swirl (Gibbons) – 4:08
4. Fuzzbox Voodoo (Beard, Gibbons, Hill) – 4:42
5. Girl In A T-Shirt (Gibbons) – 4:10
6. Antenna Head (Beard, Gibbons, Hill) – 4:42
7. PCH (Beard, Gibbons, Hill) – 3:57
8. Cherry Red (Gibbons) – 4:38
9. Cover Your Rig (Beard, Gibbons, Hill) – 5:48
10. Lizard Life (Beard, Gibbons, Hill) – 5:09
11. Deal Goin' Down (Beard, Gibbons, Hill) – 4:06

## Rezeption
Die Rückkehr der Band zum Bluesrock löste gemischte Reaktionen aus. Das Onlinemagazin laut.de schrieb, dass das Album „rauher als zuvor und mit erheblich groovigeren Songs ausgestattet“ sei und dass die Band ihre Musik wieder auf das Wesentliche reduziere. Für Cub Koda von Allmusic geht die Band mit dem Album den Schritt in die 1990er, er sieht insbesondere in der Gitarrenarbeit von Billy Gibbons Parallelen zu Tres Hombres. Das Magazin Rock Hard nannte das Album einen Schritt zurück zum „alten, erdigen Drei-Mann-Blues-Schema“, der jedoch nur halbherzig vollzogen worden sei und die Times schrieb, Antenna sei ein „derbes Album, das kein bißchen funkelt“ und bezeichnete ZZ Top als „eine Band, die ihren goldenen Touch verloren hat“.

## Kommerzieller Erfolg

### Chartplatzierungen
| ChartsChartplatzierungen       | Höchstplatzierung | Wochen |
| ------------------------------ | ----------------- | ------ |
| Deutschland (GfK)              | 3 (22 Wo.)        | 22     |
| Österreich (Ö3)                | 2 (16 Wo.)        | 16     |
| Schweiz (IFPI)                 | 3 (18 Wo.)        | 18     |
| Vereinigte Staaten (Billboard) | 14 (23 Wo.)       | 23     |
| Vereinigtes Königreich (OCC)   | 3 (6 Wo.)         | 6      |

| ChartsJahrescharts (1994) | Platzierung |
| ------------------------- | ----------- |
| Deutschland (GfK)         | 29          |
| Österreich (Ö3)           | 24          |
| Schweiz (IFPI)            | 21          |

### Auszeichnungen für Musikverkäufe
Das Album erhielt 1994 in den USA Platin für eine Million verkaufte Einheiten
| Land/Region               | Auszeichnungen für Musikverkäufe (Land/Region, Auszeichnung, Verkäufe) | Verkäufe  |
| ------------------------- | ---------------------------------------------------------------------- | --------- |
| Dänemark (IFPI)           | Gold                                                                   | (25.000)  |
| Deutschland (BVMI)        | Gold                                                                   | (250.000) |
| Europa (IFPI)             | Platin                                                                 | 1.000.000 |
| Finnland (IFPI)           | Gold                                                                   | (34.220)  |
| Frankreich (SNEP)         | Gold                                                                   | (100.000) |
| Kanada (MC)               | Gold                                                                   | 50.000    |
| Neuseeland (RMNZ)         | Gold                                                                   | 7.500     |
| Norwegen (IFPI)           | Gold                                                                   | (25.000)  |
| Österreich (IFPI)         | Gold                                                                   | (25.000)  |
| Schweden (IFPI)           | Platin                                                                 | (100.000) |
| Schweiz (IFPI)            | Gold                                                                   | (25.000)  |
| Vereinigte Staaten (RIAA) | Platin                                                                 | 1.000.000 |
| Insgesamt                 | 9× Gold · 3× Platin ·                                                  | 2.057.500 |

Hauptartikel: ZZ Top/Auszeichnungen für Musikverkäufe